# Celica ovratničarka
Celice ovratničarke ali hoanocite so tip celic, ki obrobljajo notranjo votlino spužev. Zanje je značilna prisotnost osrednjega bička ali več migetalk, ki jih obkroža obroč mikrovilov, med seboj povezanih s tanko celično membrano. Skupek celic ovratničark sestavlja plast, imenovano hoanoderm. Posamična hoanocita je na eni strani zasidrana v plast, imenovano mezohil, drug konec pa je v stiku z vodo. Celice ovratničarke spominjajo na enocelične ali kolonijske evkarionte bičkarje ovratničarje (Choanoflagellatea), ki naj bi bili protisti z največjo mero sorodnosti kraljestvu živali. Bički hoanocit se prožijo v rednih intervalih, kar vodi v nastanek vodnega toka med posamičnimi mikrovili, ti pa nato poskrbijo za precejanje (filtracijo) hranil iz morske vode. Sledi fagocitoza organskih molekul v celično citoplazmo.

## Osnovne značilnosti

### Ekologija
Spužve so filtratorji; posamični osebek je sposoben prečistiti več litrov vode v enem dnevu, kar te organizme dela za pomembne primarne porabnike morskih ekosistemov. Nekatere vrste spužev naj bi bile zmožne filtracije približno 1500 litrov morske vode zgolj v enem dnevu. Prehranjujejo se z raznolikimi organskimi materiali; vase privzemajo denimo majhne organske delce (detrit), planktonske organizme in nekatere bakterije, pri čemer so vsi ti materiali veliki od 0,1 do 50 mikrometrov.

### Zgradba
Hoanocite spužev so celice jajčaste oblike, na eni strani zasidrane v mezohil (zunajcelični matriks, ki ga sestavljajo denimo številna kolagena vlakna). Drug konec celice je prost in tako izpostavljen vodnemu toku. Anatomska posebnost celice ovratničarke je osrednji biček, ki ga obdaja obroč (ovratnik) iz mnogih mikrovilov, med seboj oddaljenih 0,1 mikrometra, in vezanih s tankimi mikrofibrilami, ki ustvarjajo nekakšen filtrirni sloj ali mrežo.

### Delovanje
Celice ovratničarke se uporabljajo za premikanje vode s pomočjo bičkov. Skupni učinek valovanja bičkov več različnih celic ovratničark je dovolj močan, da skozi spužve teče vodni tok, ki tem živalim zagotavlja dihalne pline (kisik) in hranila, hkrati pa služi odstranjevanju presnovnih izločkov. Voda, ki jo poganja proženje bičkov hoanocit, vstopa v spužve preko večjega števila majhnih por (kanalov), ki prebadajo pinakoderm, skrajno zunanji sloj celic. Zatem voda zaokroži po spužvi, pri čemer je vodni tok usmerjen vzdolž notranje površine, ki jo prekrivajo celice ovratničarke, na katerih poteče privzem hranil. Premikanje bička ustvarja podtlak (nizki tlak), ki vleče vodo skozi ovratnik mikrovilov, nakar voda odteče skozi odprtino na gornji strani hoanocite. Mikrovili so odgovorni za samo precejanje hranil iz morske vode. Delci ustreznih velikosti se ujamejo na mikrovilih, na katerih je tudi lepljiva sluz (mukus), sledi prehod organskih drobcev do bazalnega dela, kjer poteče fagocitoza. Ključno vlogo pri prehranjevanju imajo poleg celic ovratničark tudi celice pinakocite (osnovni gradniki pinakoderma) in amebocite (tudi arheocite). Pogosto hoanocite organske delce posredujejo sosednjim celicam amebocitam, ki poskrbijo za znotrajcelično prebavo in prenos prebavljenih hranil do drugih celic. Celice ovratničarke naj bi bile udeležene tudi v spolnem razmnoževanju (hoanocite se diferencirajo v spermalne celice – spermatozoje, ki jih spužve sprostijo v okoliško vodo).

## Evolucijski pomen
Posebnega pomena je podobnost, ki združuje celice ovratničarke (hoanocite) spužev in bičkarje ovratničarje. Že leta 1941 je francoski biolog Félix Dujardin, ki je proučeval evolucijo praživali, zabeležil morfološke podobnosti hoanocit in bičkarjev ovratničarjev ter hkrati predlagal, da naj bi bili ti dve skupini tesno sorodni.
Hipotetično sorodstveno razmerje med živalmi in bičkarji ovratničarji podpira veliko število raziskav, ki so evolucijsko zgodovino analizirale na podlagi ribosomalne DNK (rDNA), genomov mitohondrijev in jedrnih genov, ki kodirajo beljakovine.
Med drugim je bila s pomočjo sekvenciranja mitohondrijskega genoma ovržena predpostavka, da naj bi se bičkarji ovratničarji razvili iz živali. Sekvenciranje genoma je pokazalo, da naj bi med živečimi organizmi bičkarji ovratničarji delili največjo evolucijsko podobnost z živalmi. Celice ovratničarke so strokovnjaki odkrili tudi pri nekaterih drugih živalskih skupinah (denimo nitkarjih, Nemertea), kar naj bi nakazovalo, da so bile te celice lastnost zadnjega skupnega prednika vseh živali.
Predvideva se, da naj bi bil zadnji skupni prednik živali in bičkarjev ovratničarjev enoceličar, morda sposoben tvorbe enostavnih kolonij. Nasprotno nekatere raziskave ne podpirajo sestrskega odnosa bičkarjev ovratničarjev in živali (prvi naj bi bili bolj sorodni s skupino Ichthyosporea).